# Кандинская, Нина Николаевна
Нина Николаевна Кандинская (урождённая Андреевская, ок. 1893, Российская империя — 2 сентября 1980, Гштад, кантон Берн, Швейцария) — вторая жена художника-абстракциониста и теоретика искусства Василия Кандинского. После его смерти — наследница, активно пропагандировала творчество мужа.

## Биография
Нина Андреевская свою дату рождения скрывала всю жизнь. Как считает историк искусства Аннегрет Хоберг (2008), лично знавшая Нину Николаевну, на момент её знакомства с Кандинским, в 1916 году, ей было двадцать лет. По словам Нины Николаевны, она была дочерью русского генерала. Но в метрической книге 1917 года в январе месяце при заключении брака она указана дочерью капитана и 23 лет от роду, а Василию Кандинскому было уже 50 лет.
С Кандинским, бывшим гораздо старше её, Нина Андреевская познакомилась в Москве. В своих воспоминаниях Нина утверждала, что картину «Неизвестный голос» Кандинский написал под впечатлением от первого телефонного разговора с ней в 1916 году. Художник с началом Первой мировой войны вернулся из Германии в Россию, расставшись со своей подругой Габриеле Мюнтер. Со своей первой женой, Анной Чемякиной, он развёлся в 1911 году. Нина и Василий поженились в феврале 1917 года. Первые месяцы после свадьбы они провели в Финляндии, в местечке Иматра, известном своим водопадом (настроение медового месяца передает акварель Кандинского «Иматра») . Их единственный ребёнок, сын Всеволод родился в 1917 году, умер в 1920 году.
Вместе с мужем Нина делала работы на стекле. Техника подстекольной живописи, известная с XIV века, привлекала Кандинского; в его коллекции  были старонемецкие иконы на стекле. Суть приема состоит в том, что подготовительный рисунок наносится на оборотную сторону стеклянной основы с учётом зеркального восприятия композиции зрителем. Нина часто делала "стекла" по рисункам мужа ("Прогулка", "Спящая"). Кандинская также работала в технике аппликация; одна из работ - «Букет» - имеет надпись-посвящение на оборотной стороне: «Моему любимому бесконечно Васику от Нины всегда твоей. Поздравление на 15-е июля 1918» (15 июля - именины Василия Кандинского) .
В конце 1921 года Кандинский получил приглашение от Вальтера Гропиуса на преподавательскую работу в Баухаус в Веймаре. Получив разрешение от Советского правительства, супруги выехали в Берлин и прибыли туда 24 декабря 1921 года. В июне 1922 года они поселились в Веймаре, где Кандинский начал преподавать в Баухаусе. После переезда Баухауса в Дессау Кандинские жили в одном доме с семьёй Пауля Клее.
После закрытия Баухауса (1932) Кандинские вместе с Людвигом Мис ван дер Рое отправились в Берлин. В 1933 году после прихода к власти национал-социалистов супруги переехали во Францию, где с 1934 года жили в Нейи-сюр-Сен, пытались помочь другим сотрудникам Баухауса покинуть Германию. В 1939 году они получили французское гражданство. Во время оккупации Франции Германией Кандинские жили в пиренейском городке Котре, вернулись в Париж в конце августа. Вариан Фрай предлагал супругам уехать в США через Марсель, однако они остались во Франции.
Василий Кандинский умер в 1944 году, сделав Нину единственной наследницей. Она стала организатором большей части выставок работ мужа. В 1946 году основала премию Кандинского для продвижения молодых талантов, которая присуждалась до 1961 года. Нина Кандинская имела большое влияние при определении состава жюри и хода церемонии награждения. Когда в 1950-х годах цены на произведения Кандинского выросли, она обеспечила себе роскошную жизнь за счет продажи картин. В то же время Кандинская вела переговоры с Мюнтер о передаче работ мужа, которые он оставил в Мюнхене в 1915 году. Соглашение между Кандинской и Мюнтер было оформлено в 1957 году.
В 1959 году в свет вышла книга Лотара-Гюнтера Буххайма «Der „Blaue Reiter“ und die „Neue Künstlervereinigung München“» о редакции «Синего всадника», центральной фигурой которой был Василий Кандинский. Нина Кандинская с одобрением следила за работой над ней, в том числе уделяла внимание подбору иллюстраций. Однако, поскольку в книге автор касался отношений между Василием Кандинским и Габриеле Мюнтер, надеявшейся в своё время выйти за него замуж (Буххайм цитировал биографию Мюнтер), Кандинская пыталась препятствовать её распространению. Спор получил в прессе  название «Проклятие вдовы». Кандинская воспользовалась своими правами наследницы и, дойдя до Федерального верховного суда Германии, оспорила использование в книге репродукций 69 картин мужа. В 1973 году по решению суда книга была уничтожена, а Буххайм должен был возместить убытки. В качестве ещё одного средства давления Кандинская отказалась предоставлять картины для выставок в Германии, если только организаторы не поддерживали её в споре с Буххаймом.
В 1976 году были опубликованы мемуары Нины Кандинской «Kandinsky und ich» («Кандинский и я»), текст книги основан на аудиозаписях воспоминаний Кандинской в обработке Вернера Крюгера.
По завещанию Кандинской большая часть наследия её мужа была подарена или передана в дар. Национальный музей современного искусства в Париже получил тридцать картин и акварелей художника.
2 сентября 1980 года Нина Кандинская была найдена убитой в своем шале «Эсмеральда» в Гштаде. Произведения Кандинского, хранившиеся в доме его вдовы, остались нетронутыми, пропали лишь её драгоценности (было известно, что Кандинская собирала их). Преступление осталось нераскрытым. Нина Кандинская была похоронена в одной могиле с мужем на Новом кладбище Нейи-сюр-Сен. На надгробной плите даты жизни Кандинской не указаны.